# Bahnhof Dahlerbrück
Der Bahnhof Dahlerbrück ist ein zum Haltepunkt zurückgebauter Bahnhof im Schalksmühler Ortsteil Dahlerbrück. Er liegt an der Bahnstrecke Hagen–Dieringhausen. Seit Stilllegung der Kleinbahn Haspe–Voerde–Breckerfeld und des Bahnhofs Priorei in Hagen-Dahl 1979 liegt er der Stadt Breckerfeld am nächsten.

## Lage und Aufbau
Der Haltepunkt verfügt nur über einen Bahnsteig, der in beiden Richtungen eingleisig angefahren wird. Früher befand sich an diesem Bahnsteig ein zweites Gleis. Zwischen Bahnsteiggleis und Straße befindet sich ein Empfangsgebäude, das heute als Therapiezentrum genutzt wird.
Der Bahnhof liegt in der Ortsmitte von Dahlerbrück, etwa 1,6 km Luftlinie nordwestlich des Stadtzentrums von Schalksmühle – straßentechnisch etwa 1,8 km – und etwa 3,8 km Luftlinie südöstlich des Stadtzentrums von Breckerfeld – straßentechnisch sind das etwa 5,8 km. Die Bundesstraße 54 führt in unmittelbarer Nähe am Bahnhof vorbei.

## Geschichte
Der Bahnhof entstand im Zuge des Ausbaus der Bahnstrecke Hagen–Dieringhausen nach 1870. Das Empfangsgebäude wurde im Jahr 1874 errichtet. Im selben Jahr wurde der Betrieb des damals als Dahlerbrücke bezeichneten Bahnhofs aufgenommen; die Umbenennung in Dahlerbrück erfolgte 1880.
Der Bahnhof Dahlerbrück war Anfang Januar 1955 Schauplatz eines Eisenbahnunglücks. Unmittelbar vor der Einfahrt in den Bahnhof hatte sich an der Lokomotive eines Güterzuges ein Rad gelöst. Die Lokomotive stürzte daraufhin mehrere Meter tief auf die Bundesstraße 54, zehn Güterwaggons entgleisten. Zwei Mitarbeiter des Zugpersonals wurden getötet, der Lokführer leicht verletzt.
1987 wurde der Bahnhof zum Haltepunkt zurückgestuft.

### Mehrfacher Umbau
Der ehemalige Bahnsteig war durchschnittlich fünf Meter breit und hatte ein 33 Meter langes Dach im Mittelteil. Darunter befand sich der Treppenzugang, zu dem ein Personentunnel führte.
Die erste Umbauplanung stammte aus dem Jahr 1999 und wurde 2002 aktualisiert. Sie sah unter anderem einen neuen Bahnsteig zwischen Bahnhofsgebäude und Gleisanlage vor. Der vor dem Gebäude liegende Parkplatz sollte danach über eine Treppe erreichbar sein, die am südlichen Ende des Bahnsteiges vorgesehen war. Doch die Fördermöglichkeit wäre nur bei einem behindertengerechten Umbau gegeben, weshalb 2011 der dritte Anlauf erfolgte.
Der Bahnsteig wurde in der vorhandenen Lage über eine rund 17 Meter lange Zuwegung behindertengerecht an den Bahnübergang Glörstraße angeschlossen werden. Zum Bau musste die Treppe samt Unterführung verfüllt und das Dach abgerissen werden, um die erforderliche Bahnsteigbreite erreichen zu können.
Die Bauarbeiten fanden bis Februar 2013 statt. Es wurde in Etappen vorgegangen, damit die Züge in der Zwischenzeit weiterhin in Dahlerbrück halten konnten. Die Gemeindeverwaltung stellte außerdem Mittel bereit, um Parkflächen auf einem gemeindeeigenen Grundstück am Bahnhof Dahlerbrück zu schaffen.
Die Bahn erneuerte die Anlage auf einer Länge von 110 Metern. Dabei wurde der Bahnsteig barrierefrei gestaltet. Er erhielt eine Ausstiegshöhe von 76 Zentimetern. Dazu kam die Ausstattung des Haltepunktes mit Bänken, dem roten DB-Pluspunkt mit Fahrkartenautomat und einem Fahrgastinformationssystem. Der Zugverkehr wurde durch die Arbeiten nicht beeinträchtigt. Die Volmetalbahn hielt bereits am fertig gestellten Abschnitt des Bahnsteiges. Der Bahnhof Dahlerbrück wird von rund 300 Reisenden pro Tag genutzt. Im darauffolgenden Jahr begann der Ausbau des Parkplatzes neben dem Bahnhof.

## Bedienung
Der Haltepunkt Dahlerbrück wird stündlich durch die Volmetal-Bahn zwischen Dortmund und Lüdenscheid angefahren.
| Linie | Streckenverlauf | Takt   |
| ----- | --- | ------ |
| RB 52 | Volmetal-Bahn: Dortmund Hbf – Dortmund Signal-Iduna-Park – Dortmund Tierpark – Dortmund-Kirchhörde – Dortmund-Löttringhausen – Wittbräucke – Herdecke – Hagen Hbf – Hagen-Oberhagen – Dahl – Rummenohl – Dahlerbrück – Schalksmühle – Lüdenscheid-Brügge – Lüdenscheid Stand: April 2024 | 60 min |

Darüber hinaus kann zu den beiden Buslinien 57 und 86 der Märkischen Verkehrsgesellschaft (MVG) umgestiegen werden. Beide verkehren nach Schalksmühle Zentrum. Die Linie 57 verkehrt ins benachbarte Rummenohl und die Linie 86 verkehrt ins benachbarte Breckerfeld.

## Planungen
Es bestanden Planungen, die Volmetalbahn von Dortmund über Hagen nach Lüdenscheid als Stadtbahn umzusetzen. Die Stadtbahn sollte direkt vom Dortmunder Stadtzentrum über das Hagener Stadtzentrum bis in die Innenstadt von Lüdenscheid geführt werden. 1997 wurde dazu ein Konzept zur Regionalstadtbahn Hagen vorgestellt, was trotz des verkehrlichen Nutzens aus Kostengründen abgelehnt wurde.